# Apprentissage rapide
 (février 2018).
L’apprentissage rapide (ou Rapid eLearning Development) a traditionnellement fait référence à une méthodologie pour créer rapidement des cours d'apprentissage en ligne. 
Généralement, l'auteur crée des diapositives dans PowerPoint, enregistre la narration sur les diapositives, puis utilise un logiciel pour ajouter des tests ou même des activités de collaboration entre les diapositives. L'ensemble du paquet est ensuite envoyé, le plus souvent sous forme de fichier Adobe Flash, à un système de gestion de l'apprentissage ou à un site web.

## Description
L'apprentissage en ligne a connu une croissance rapide depuis les années 1990, mais les développeurs et les organisations ont été confrontés à la complexité des processus de création. La difficulté et le coût de construire des cours en ligne à partir de zéro ont conduit à l'idée de recycler les ressources existantes comme les présentations PowerPoint et de les transformer en cours d'apprentissage en ligne. Un projet de développement d'e-learning traditionnel peut prendre plusieurs mois. En revanche, l'objectif de l'apprentissage électronique rapide est de créer et de déployer des modules de contenu en quelques semaines. Par exemple, si une heure de formation en ligne standard peut prendre entre 73 et 220 heures, une conversion PowerPoint en e-learning peut être estimée en moyenne à 33 heures.
Le terme « apprentissage rapide » est aussi parfois utilisé comme synonyme d'apprentissage de « forme courte » ou de « morsure ». Dans cet usage, il ne s'agit pas de la rapidité avec laquelle un module peut être créé par un développeur d'apprentissage en ligne, mais de la rapidité avec laquelle il peut être visualisé par un apprenant. En effet, cette durée est estimée de 15 à 20 minutes.

## Outils Logiciels
Plusieurs applications de logiciel d'apprentissage rapide avec des capacités variables sont sur le marché. La plupart d'entre eux sont des outils de création qui incluent l'apprentissage rapide en tant que caractéristique.
Certains de ces outils traitent chaque diapositive comme un objet d'apprentissage et permettent d'ajouter des tests et des activités en ligne entre les diapositives. Certains de ces logiciels sont des services en ligne, les autres sont des applications de bureau à installer sur votre ordinateur.
Une tendance du marché est également de combiner apprentissage rapide (conversion de présentations PowerPoint) avec screencast (filmer votre écran et vos mouvements de souris) afin de fournir à la fois une séquence de diapositives et des démonstrations d'applications. Cette combinaison est particulièrement puissante lors de la création de cours sur l'utilisation d'un logiciel.
Les différents outils peuvent être classés en catégories à savoir  :
1. les démonstrateurs qui permettent d’enregistrer les actions à l’écran pour réaliser des didacticiels d’applications informatiques
2. les enrichisseurs qui permettent de créer des applications richmédia à partir de diaporamas Powerpoint
3. les évaluateurs qui permettent de générer des activités d’évaluation sommative, diagnostique, , etc.
4. les ateliers qui permettent de créer rapidement des modules complets pour l’autoformation
5. les sémantiques, conçus sur une architecture XML permettant une séparation complète du fond et de la forme

## Avantages
L'apprentissage rapide offre plusieurs avantages parmi lesquels, on cite[Qui ?] : la prise en main simple des outils, la production de masse de modules de formation à distance en partant de support existants, la réduction des coûts et des délais de production, la réponse à des besoins ponctuels, la possibilité de faire des jeux sérieux avec les outils d'apprentissage rapide, le respect des normes SCORM et AICC par les logiciels, l'internalisation de la production de modules de formation à distance et l'autonomie du service formation.

## Limites
En dépit des opportunités qu'offre l'apprentissage rapide, certaines limites sont à citer: la limitation pédagogique résultant d'un contenu plus proche de l'information que de la formation, les risques liés à une production trop rapide  qualité de la scénarisation et de la pédagogie et la démarche trop transmissive réduisant l'interactivité.